# Brücken in Prag

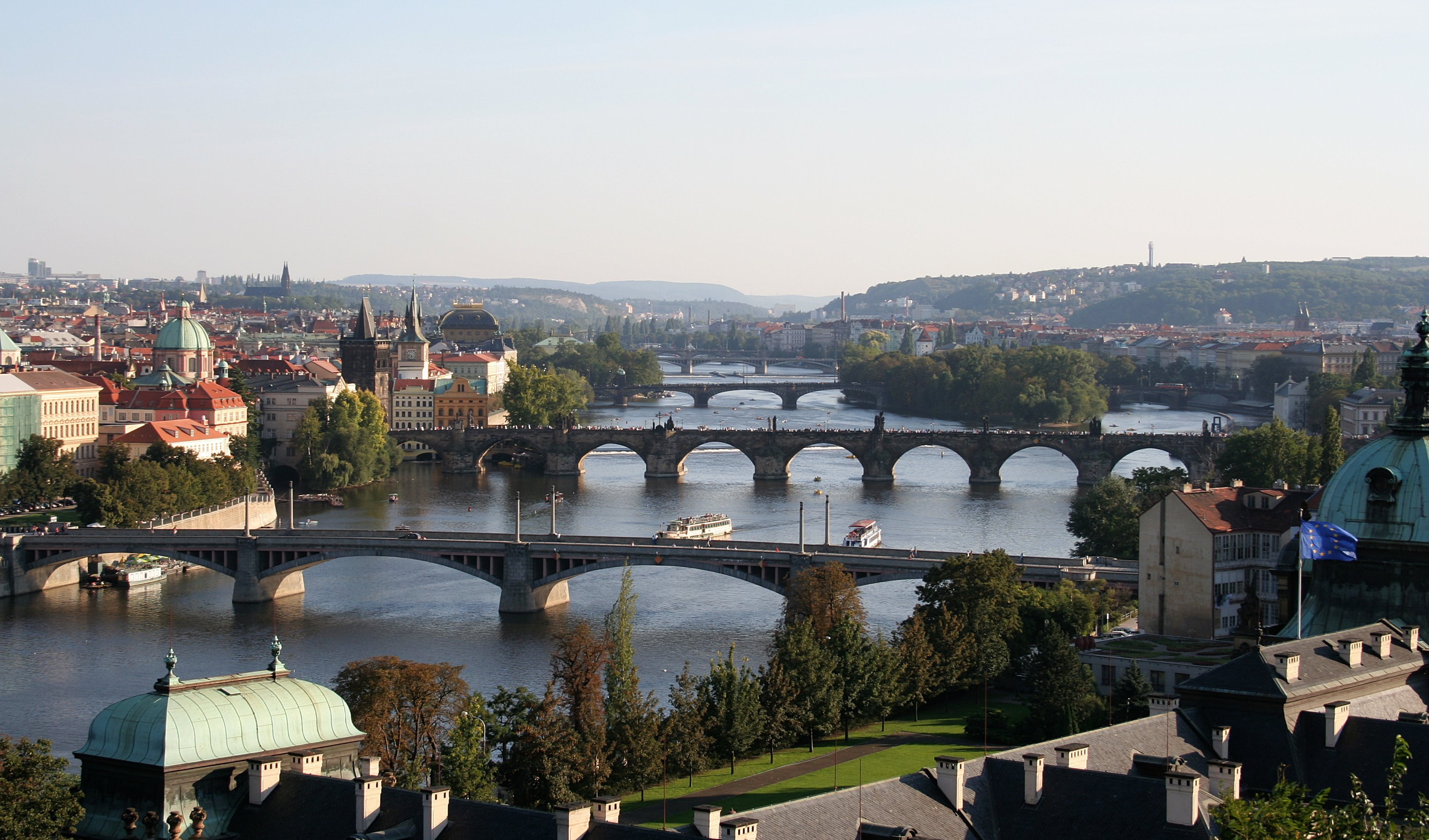
Prager Brückenpanorama

Unter den insgesamt etwa 180 Brücken in Prag sind viele kunsthistorisch bedeutsam. Die folgende Liste enthält eine Auswahl der bestehenden und ehemaligen Prager Brückenbauten.

## Moldaubrücken
Es gibt 15 große Moldaubrücken (tschechisch most = Brücke) im inneren Stadtgebiet von Prag. Stromabwärts (von Süden nach Norden) sind das:

### Barrandovský most
Erbaut in den Jahren 1978 bis 1988 (ein Teil schon 1983 dem Verkehr übergeben), Länge 350 Meter. Autobahnbrücke der südlichen Umfahrung von Prag, zwischen den Stadtteilen Hlubočepy (linksseitig) und Braník (rechtsseitig), unterhalb des Stadtteils Barrandov mit seinen bekannten Filmateliers. Benannt nach dem Stadtteil, der den Namen des Geologen, Paläontologen und Ingenieurs Joachim Barrande trägt.

### Dvorecký most
Im Bau befindliche Brücke, welche ab dem Jahr 2026 Zlíchov (Prag 5) und Podolí (Prag 4) verbinden soll.

### Železniční most (Eisenbahnbrücke)

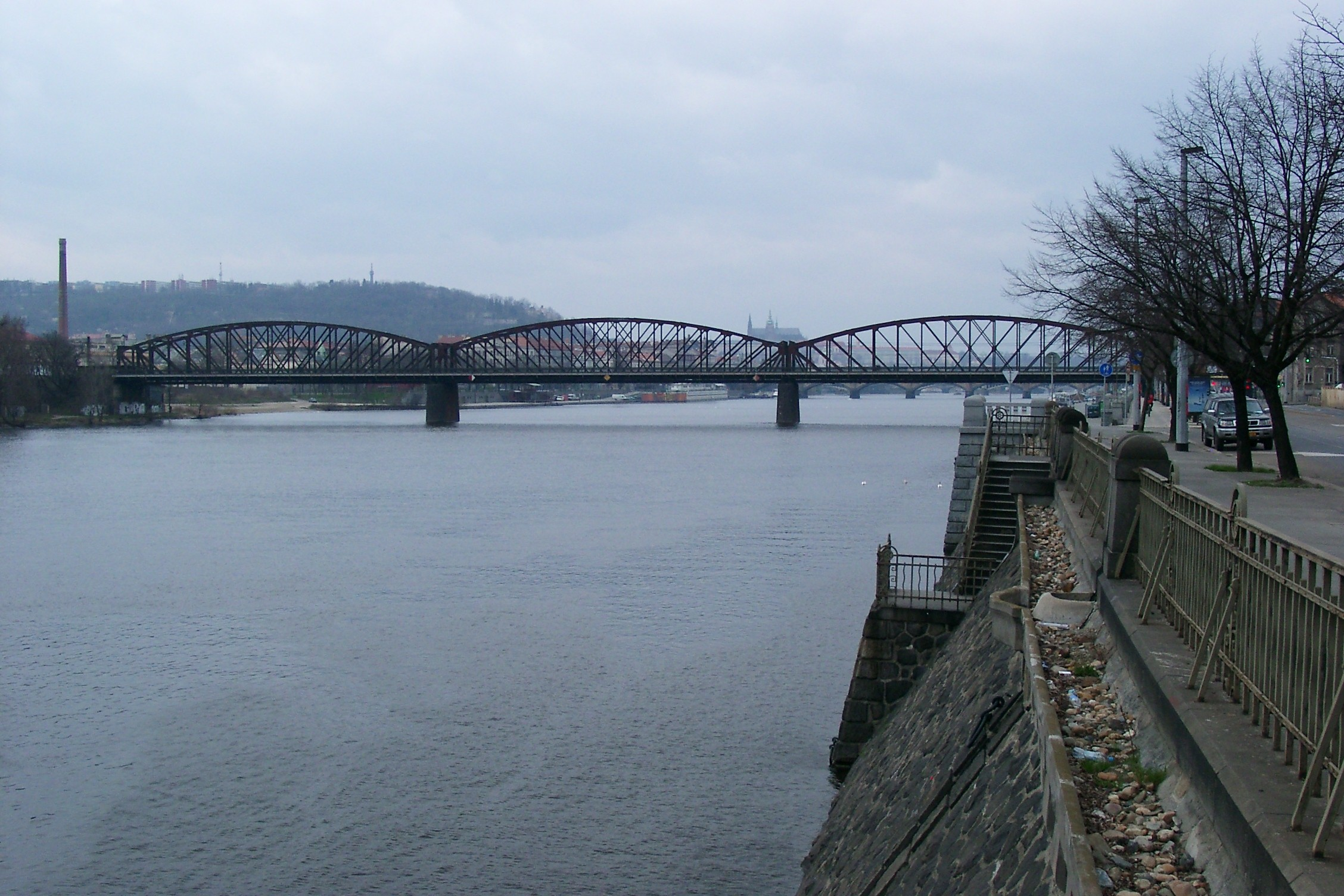
Eisenbahnbrücke

Erbaut 1900–1901 an Stelle einer eingleisigen Brücke mit 5 Bögen von 1871. Eisenbahnbrücke der Böhmischen Westbahn (Richtung Pilsen), zwischen den Stadtteilen Nové Město (Neustadt) (alter Stadtteil Vyšehrad) und Smíchov. Länge 300 Meter in drei Stahlträgerbögen.

### Palackého most (Palacký-Brücke)

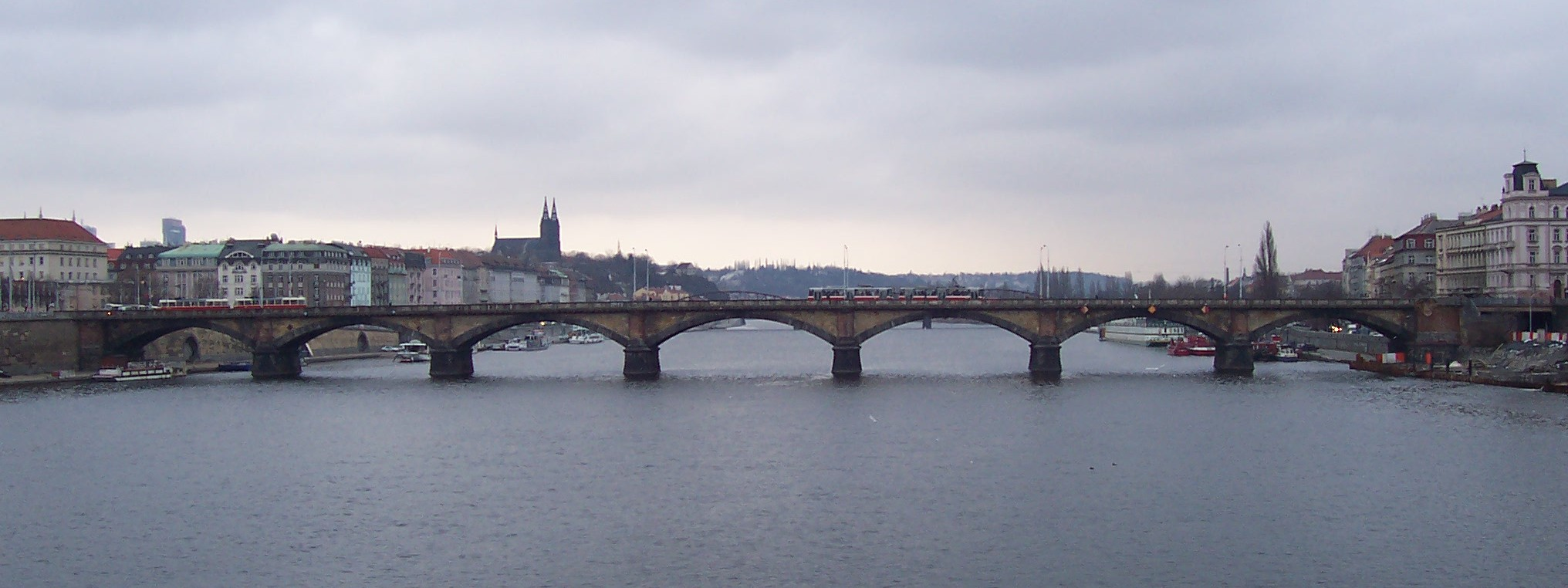
Palackého most

Erbaut 1876–1878, Länge 228 Meter. Straßenbrücke zwischen den Stadtteilen Nové Město und Smíchov. Benannt nach dem Historiker und Politiker František Palacký (1798–1876).

### Jiráskův most (Jirásek-Brücke)

Jiráskův most

Erbaut 1929–1933, Länge etwa 250 Meter. Straßenbrücke zwischen den Stadtteilen Nové Město und Smíchov. Zuerst trug sie den Namen Dienzenhoferův most, nach 1945 wurde sie nach dem Schriftsteller Alois Jirásek (1851–1930) umbenannt.

### Most Legií (Brücke der Legionen)

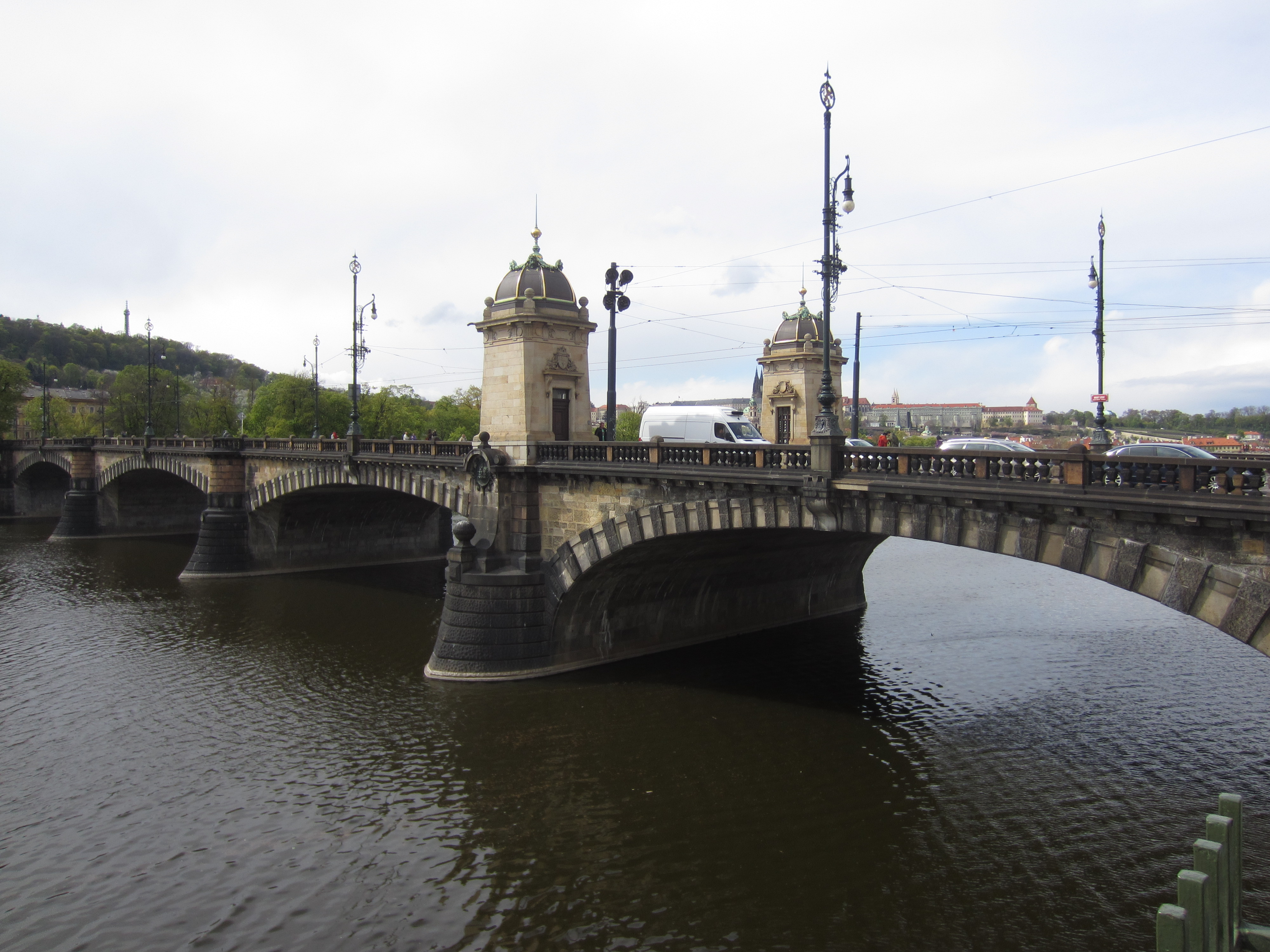
Most Legií

Erbaut 1899–1901 an Stelle einer Hängebrücke von 1840/41 (Franz-I.-Brücke). Länge etwa 360 Meter. Straßenbrücke zwischen der Stadtteilgrenze Staré Město (Altstadt)/Nové Město (Neustadt) und der Stadtteilgrenze Smíchov/Malá Strana (Kleinseite). Führt über die Insel Střelecký ostrov (Schützeninsel).
Die Brücke wurde zur Ehre der Tschechoslowakischen Legionen, die im Laufe des Ersten Weltkriegs in Russland, Frankreich und Italien aus den tschechischen und slowakischen Deserteuren aus der österreichischen Armee und Freiwilligen mit dem Ziel gebildet wurden, auf der Entente-Seite gegen die Mittelmächte zu kämpfen, benannt (so umbenannt nach der Entstehung der ČSR, wieder nach 1945 und erneut nach der politischen Wende 1989/90).
Ursprünglicher Name Franz-I.-Brücke (auch Franzens-Brücke), während des Protektorats Smetana-Brücke und in der Zeit der sozialistischen Herrschaft seit 1960 Brücke des 1. Mai.

### Karlův most (Karlsbrücke)

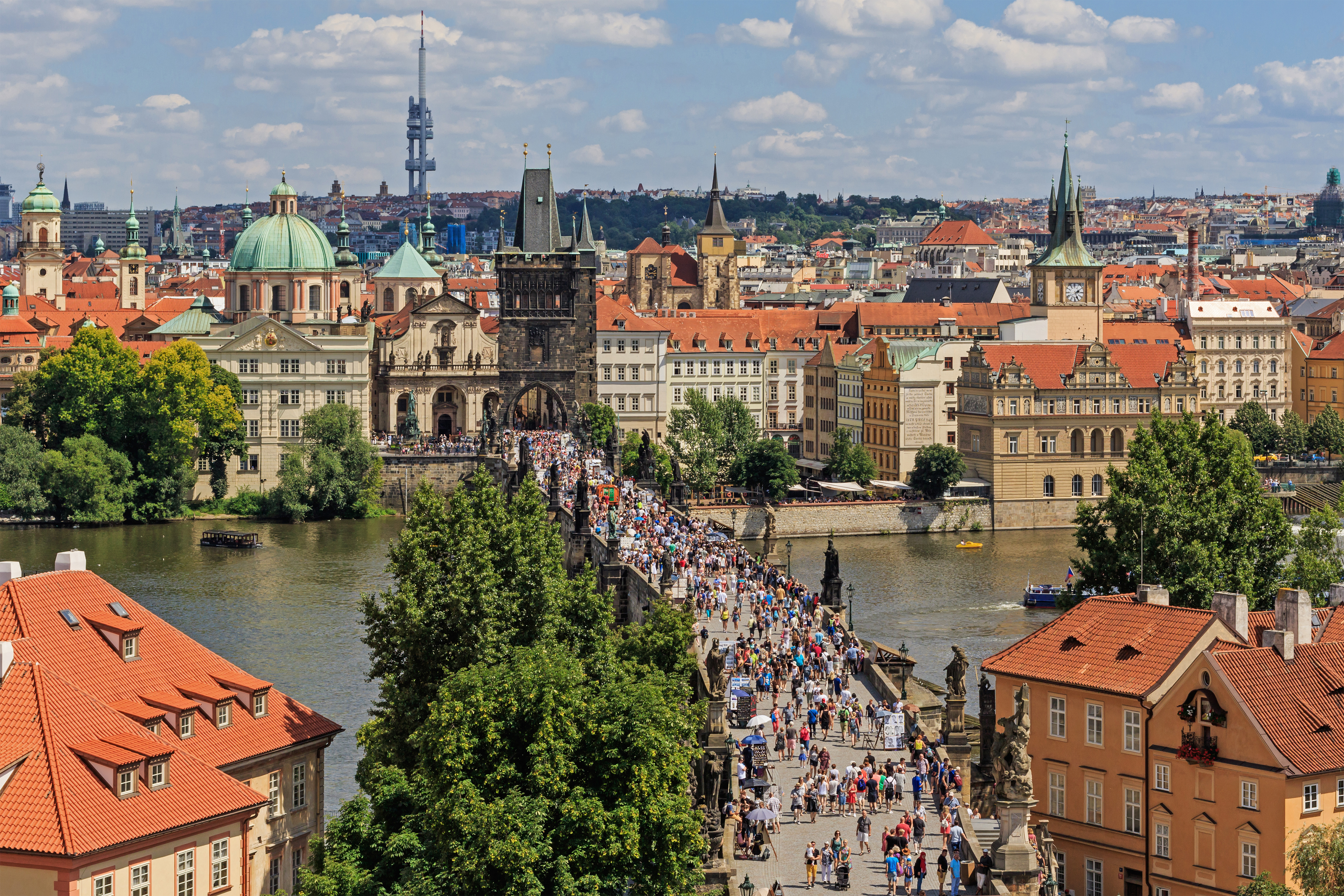
Lebhaftes (Touristen-)Treiben auf der Karlsbrücke

Die Straßenbrücke zwischen der Kleinseite und der Altstadt ist nur für Fußgänger geöffnet, obschon sie seit 1883 auch von der Pferdebahn und Anfang des 20. Jahrhunderts kurzzeitig von der elektrischen Straßenbahn befahren wurde (dies wurde allerdings als Gefährdung der statischen Stabilität des historischen Bauwerks erkannt, danach verkehrten bis in die 1960er Jahre hinein Busse). Trotzdem ist auch zu Fuß das Durchkommen nicht immer einfach, denn die Brücke gehört zu den bekanntesten und meistbesuchten Sehenswürdigkeiten der Stadt.
Die Grundsteinlegung der Karlsbrücke durch Karl IV. erfolgte am 9. Juli 1357 um exakt 5:31 Uhr – der Herrscher hatte sich von Astrologen den günstigsten Zeitpunkt für das Zeremoniell errechnen lassen. Als Vorbild diente die Steinerne Brücke in Regensburg. Sie wurde an der Stelle erbaut, an der die zuvor im Auftrag Judiths von Thüringen erstellte Steinbrücke aus dem 12. Jahrhundert stand, die 1342 durch das Magdalenenhochwasser zerstört wurde. Mit dem Bau wurde der 28-jährige Peter Parler beauftragt. Sie hat eine Länge von 516 Metern und eine Breite von etwa 9,50 Metern. Ihre 16 Brückenbögen ruhen auf 15 Pfeilern. Um sie diesmal fester zu machen, wurde angeblich der Mörtel mit Eiern angereichert. Ursprünglich wurde sie Steinbrücke oder Prager Brücke genannt. Der Name Karlsbrücke ist erst seit etwa 1870 geläufig.
Insbesondere im Barock wurden auf der Brücke zahlreiche Heiligenfiguren errichtet, von Matthias Bernhard Braun (Matyáš Bernard Braun) und der Familie Brokoff. Die bekannteste ist die Gedenkstätte des heiligen Johannes Nepomuk, der einer Legende nach von dieser Stelle aus auf Geheiß von Wenzel IV. in die Moldau geworfen worden sein soll, da er, sich auf das Beichtgeheimnis berufend, die Inhalte der Beichten von dessen Frau nicht verraten wollte.
Am östlichen Ende der Brücke steht der Altstädter Brückenturm mit den etwas mehr als lebensgroßen vollplastischen Sitzfiguren von Kaiser Karl IV. und seinem Sohn Wenzel IV. sowie den Heiligen Veit, Adalbert und Sigismund an der stadtseitigen Durchfahrt. Der Figurenschmuck wurde erst in den 80er Jahren des 14. Jahrhunderts angebracht. Ursprünglich war auch die Westseite des Turmes verziert. Sie zeigte wohl ein von Karl und seiner Gemahlin Elisabeth von Pommern flankiertes Madonnenbild, doch wurde dies durch den Beschuss der Schweden im Dreißigjährigen Krieg zerstört und daraufhin entfernt.
Der Kleinseiter Brückenturm auf der Westseite wurde im 15. Jahrhundert unter König Georg von Podiebrad als Pendant zum Altstädter Brückenturm errichtet (wahrscheinlich an der Stelle eines älteren, romanischen Turms). Das dazugehörige zinnenbewehrte Tor hatte von vornherein in erster Linie Schmuckfunktion. Er wird auf der linken Seite flankiert von einem kleineren Turm, der noch auf die ehemalige Kleinseitner Stadtbefestigung und dann die Judithbrücke (12. Jahrhundert) zurückgeht.
Die Karlsbrücke ist eine der ältesten erhaltenen Steinbrücken Europas und bildet zudem eine Freilichtgalerie barocker Skulptur (zum Teil Kopien, Originale im Lapidarium des Nationalmuseums).

### Mánesův most (Mánes-Brücke)

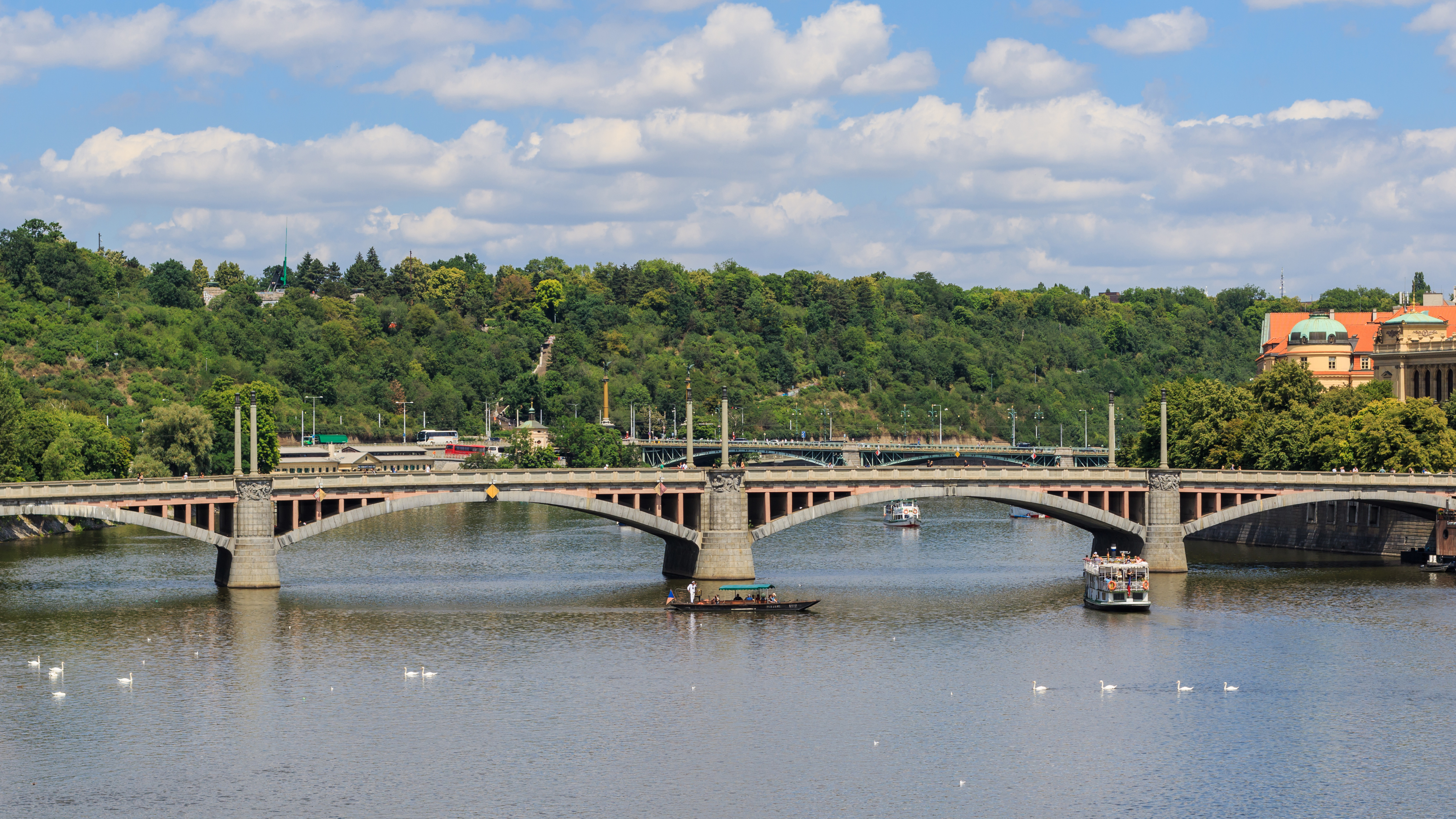
Mánes-Brücke

Erbaut 1911–1914 neben einem Fußgänger-Hängesteg (Rudolfsteg, nach Fertigstellung der Brücke demontiert), Länge 186 Meter, 16 Meter breit. Straßenbrücke zwischen den Stadtteilen Malá Strana und Staré Město. Benannt nach dem Maler Josef Mánes (1820–1871). Ursprünglich hieß sie Franz-Ferdinand-Brücke.

### Čechův most (Čech-Brücke)

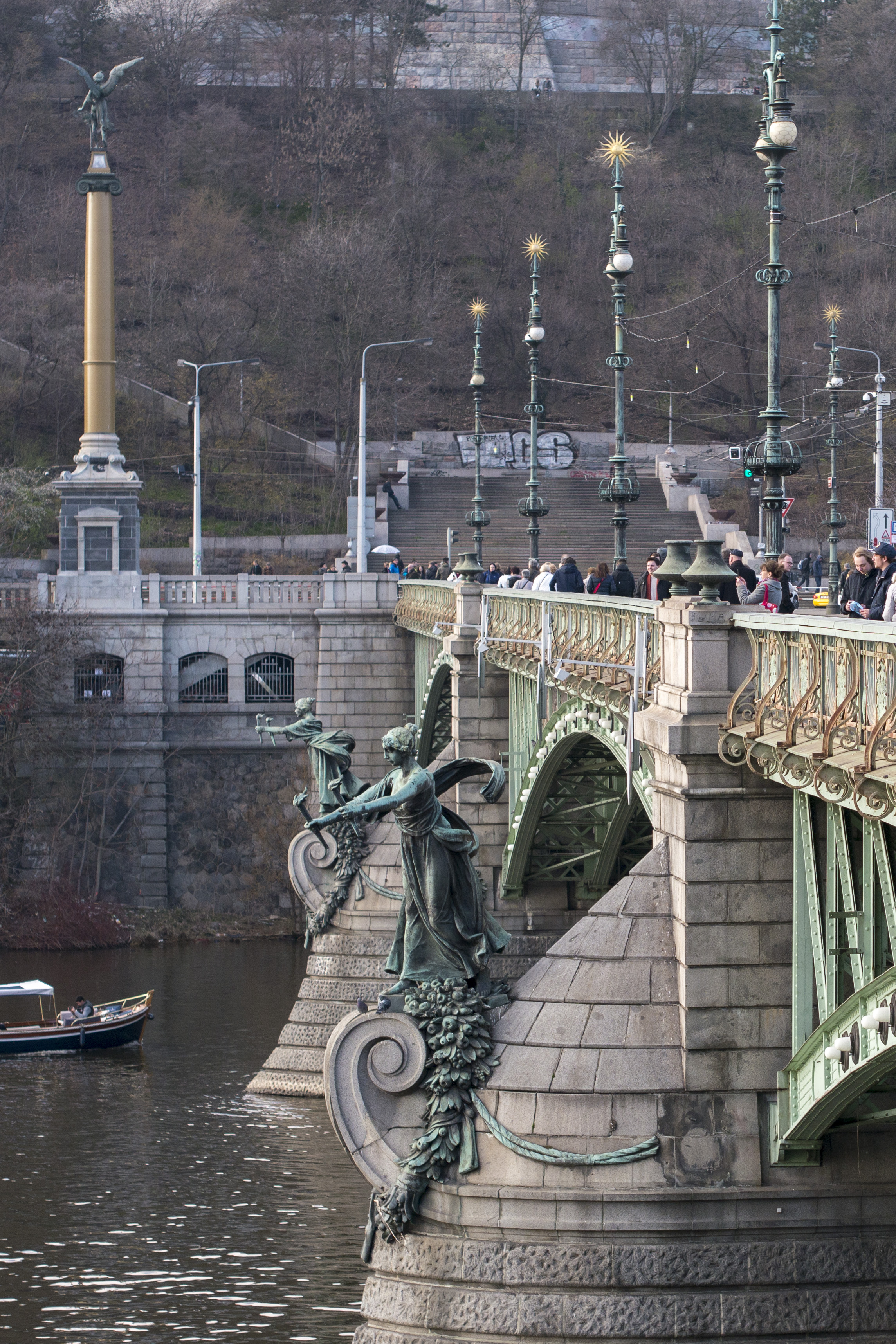
Jugendstilbrücke Čechův most

Erbaut 1905–1908 im Jugendstil mit reicher sinnbildlicher Verzierung, die erste im 20. Jahrhundert erstellte, mit der Länge von 170 Metern die kürzeste Moldaubrücke in Prag, 16 Meter breit. Straßenbrücke zwischen der Stadtteilgrenze Malá Strana (Kleinseite)/Holešovice und dem Stadtteil Staré Město (früherer Stadtteil Josefov). Benannt nach dem Dichter und Schriftsteller Svatopluk Čech (1848–1908). Die ursprüngliche Holzpflasterung (unikat, doch bei Nässe sehr glitschig) wurde bei einer umfangreichen Renovation in den 1970er-Jahren durch einen Asphalt-Belag ersetzt.
Linksseitig stand in seiner Achse auf der Anhöhe Letenský Vrch ein monströses Stalin-Denkmal, nach dreijähriger Bauzeit 1955, also 2 Jahre nach Stalins Tod enthüllt, 1962 gesprengt; dieses Areal mit zwei Aussichtsplattformen trägt bis heute im Volksmund den Namen des Diktators. Zur 3. Jubiläumsausstellung von 1991 wurde auf der oberen Plattform die übergroße bewegliche Plastik Metronom als Symbol der Vergänglichkeit der Zeit installiert (nur zeitweise in Betrieb).
Neben dem linksseitigen Brückenkopf stromaufwärts befindet sich die Kapelle der Heiligen Maria Magdalena, die im Zuge der Geländeanpassungen im Zusammenhang mit dem Bau des Stalin-Monuments um 31 Meter verschoben wurde, die erste bedeutendere Gebäudeverschiebung im Land.
Von dieser Brücke springt Georg Bendemann, von seinem Vater zum „Tode des Ertrinkens“ verurteilt, in Franz Kafkas Erzählung „Das Urteil“ (1912). Kafka wohnte damals im Hause „Zum Schiff“ am Ort, wo jetzt das Hotel Continental steht.

### Štefánikův most (Štefánik-Brücke)

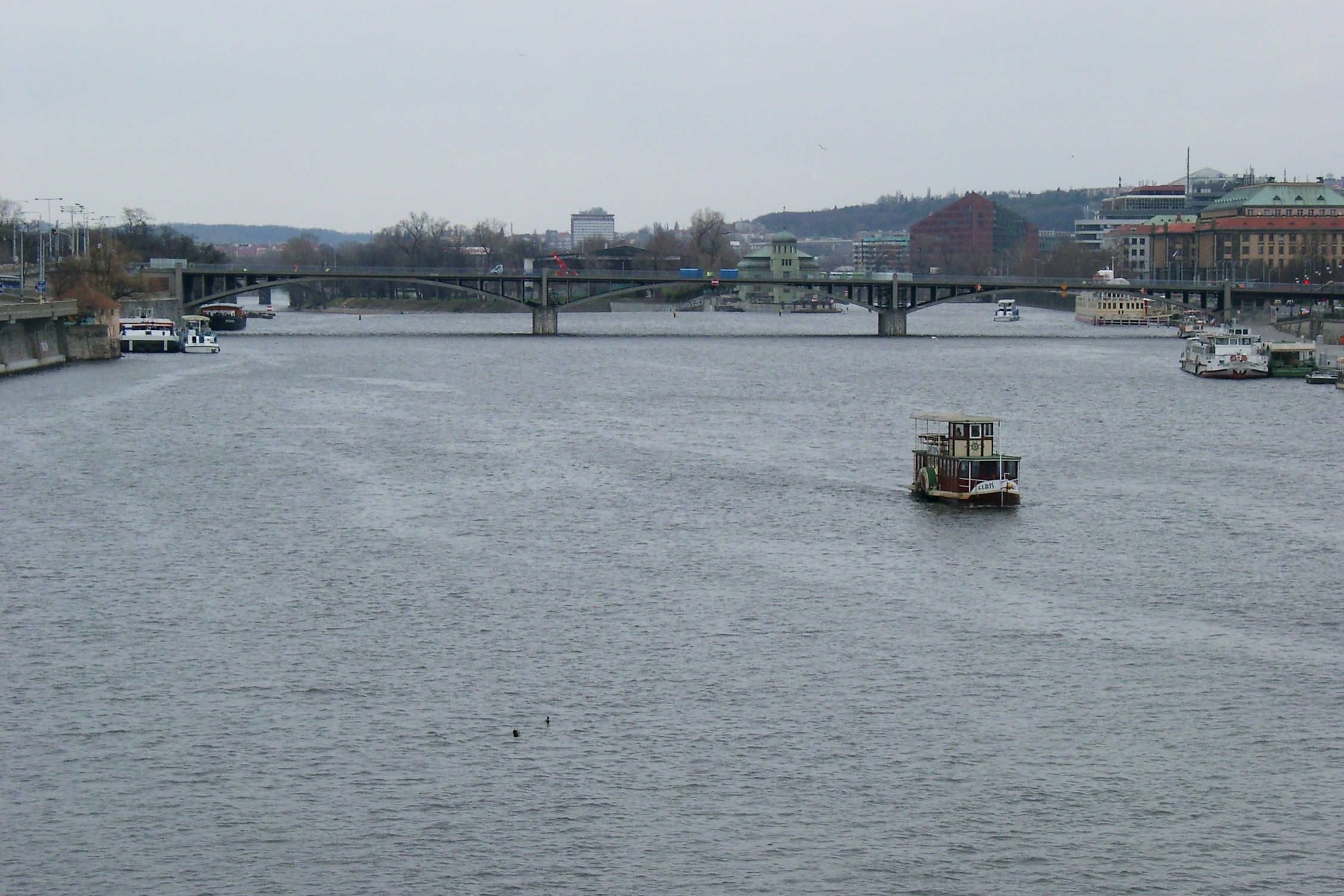
Štefánikův most

Erbaut 1948–1951 als Šverma-Brücke (Švermův most/Most Jana Švermy) an Stelle einer Hängebrücke (Franz-Joseph-Brücke, ab 1919 Štefánikův most, nach dem Zweiten Weltkrieg demontiert), Länge 263 Meter. Straßenbrücke zwischen den Stadtteilen Holešovice und Staré Město. Linksseitig führt in seiner Achse ein Straßentunnel unter der Anhöhe Letná hindurch.
Da der bedeutende, während des Zweiten Weltkriegs umgekommene kommunistische Widerstandskämpfer Jan Šverma nach der politischen Wende 1989/90 zusammen mit allen Symbolen der kommunistischen Vergangenheit des Landes in Misskredit geraten war, wurde die Brücke 1997 in Štefánikův most umbenannt, wie schon die alte Brücke an dieser Stelle genannt worden war.

### Hlávkův most (Hlávka-Brücke)

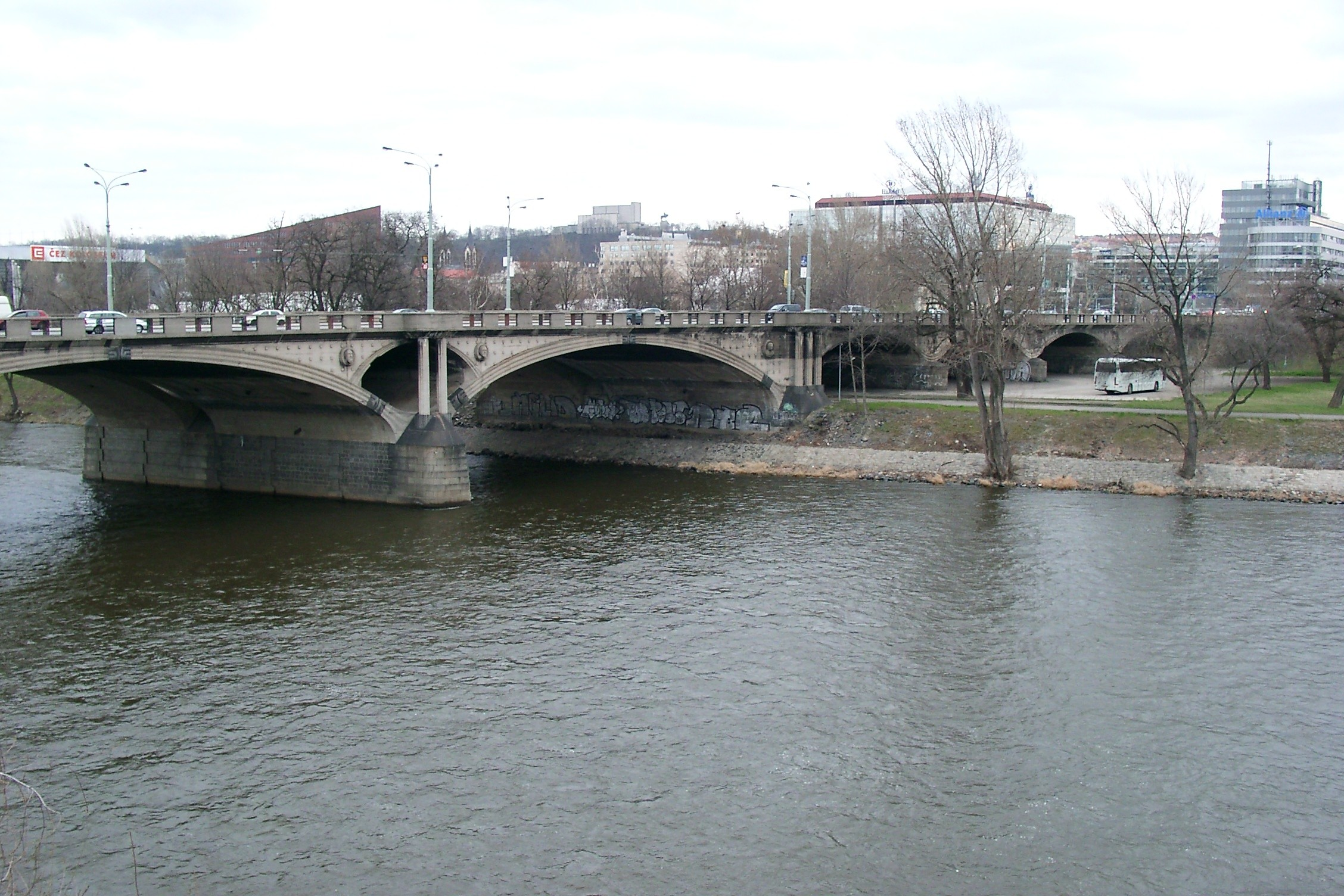
Hlávkův most

Erbaut 1908–1912 an Stelle eines Holzstegs, gründlich umgebaut und verbreitert 1958–1962, rund 400 Meter lang. Straßenbrücke zwischen den Stadtteilen Holešovice und Karlín. Führt über die Insel Štvanice. Benannt nach dem bedeutenden Architekten und Mäzen Josef Hlávka (1831–1908), projektiert von Pavel Janák. Den linksseitigen Brückenkopf säumen zwei markante Plastiken des Bildhauers Jan Štursa.

### Negrelliho viadukt (auch: Karlínský viadukt)
Der Negrelli-Viadukt ist eine Eisenbahnbrücke der Nordeisenbahn (Richtung Dresden) und der Buštěhrader Eisenbahn (Richtung Kladno) zwischen den Stadtteilen Holešovice und Karlín (Karolinenthal). Sie war Teil des Projekts der Bahnlinie Wien–Prag–Dresden im Stadtviertel Karlín. Es ist gleichzeitig die zweitälteste, noch existierende Brücke in Prag.

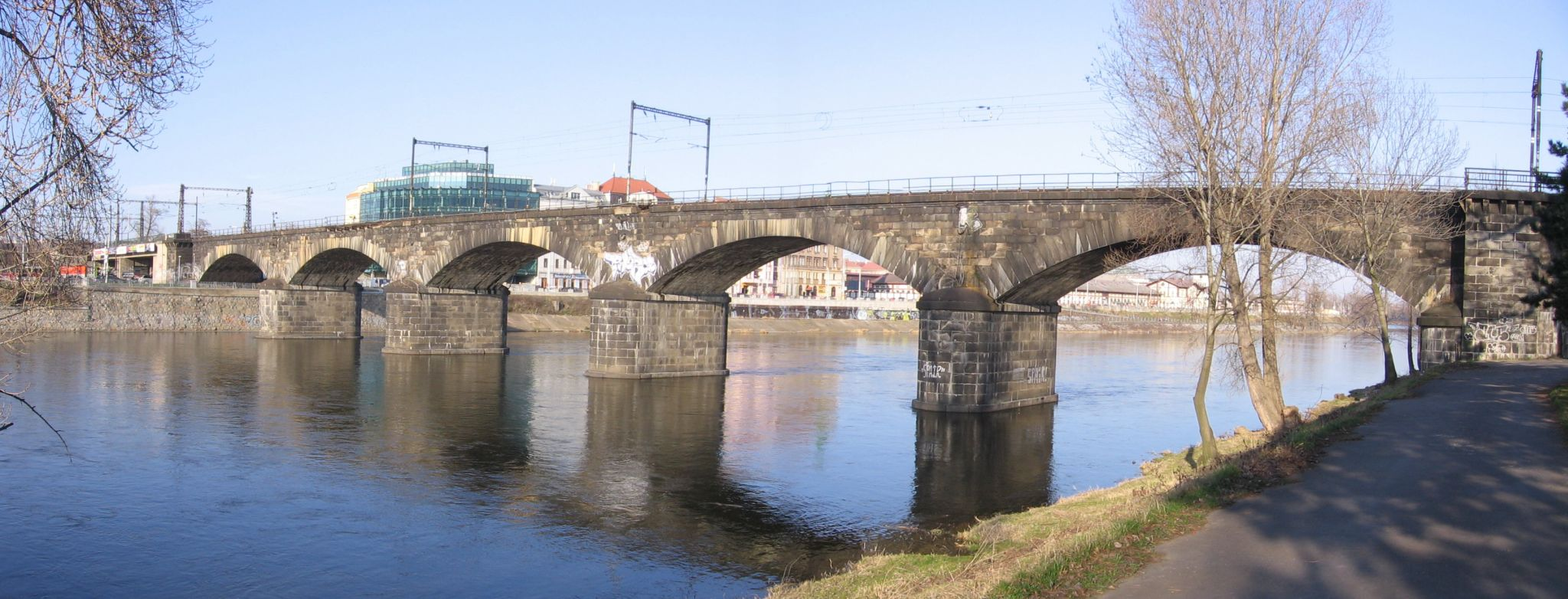
Negrelli-Viadukt in Karlín

Über den Bau wurde 1842 entschieden, die Erlaubnis des Kaisers Ferdinand I. erfolgte am 26. November 1842. Bis Ende des Jahres wurde der bilaterale Vertrag zwischen Österreich und Sachsen ratifiziert. Mit dem Bau begann der Tiroler Geometer und Ingenieur Alois Negrelli, ein Fachmann für den Bau von Bergstraßen und Eisenbahnlinien in den österreichischen und schweizerischen Alpen. Die Strecke selbst wurde von dem Ingenieur Jan Perner projektiert. Mit den Bauarbeiten der Eisenbahnbrücke wurde im Frühjahr 1845 begonnen, und große Flächen von Karlín wurden zu einer Großbaustelle. Das benötigte Material wurde auf dem Fluss transportiert und vor Ort bearbeitet. Nach Beendigung der Bauarbeiten 1849/50 erinnerte die imposante Brücke über Karlín an alte römische Aquädukte. Mit ihrer Länge von 1.111 Metern und 87 hohen Bogen zählte sie seinerzeit zu den Unikaten. Zu Beginn standen nahe der Bahn noch Häuser, vor deren Fenstern die Züge durchfuhren. Mit der wachsenden Anzahl von Unternehmen wurden die Grundstücke unter der Brücke von Werkstätten und kleinen Fabriken besiedelt. Um der Notwendigkeit einer erhöhten Verkehrsflusskapazität am linken Moldauufer gerecht zu werden, wurden in den 1980er-Jahren einige Bogen abgerissen.
Von Ende 2017 bis Mai 2020 wurde das Viadukt für 1,96 Mrd. Kronen restauriert.

### Štvanická lávka (Štvanice-Steg)

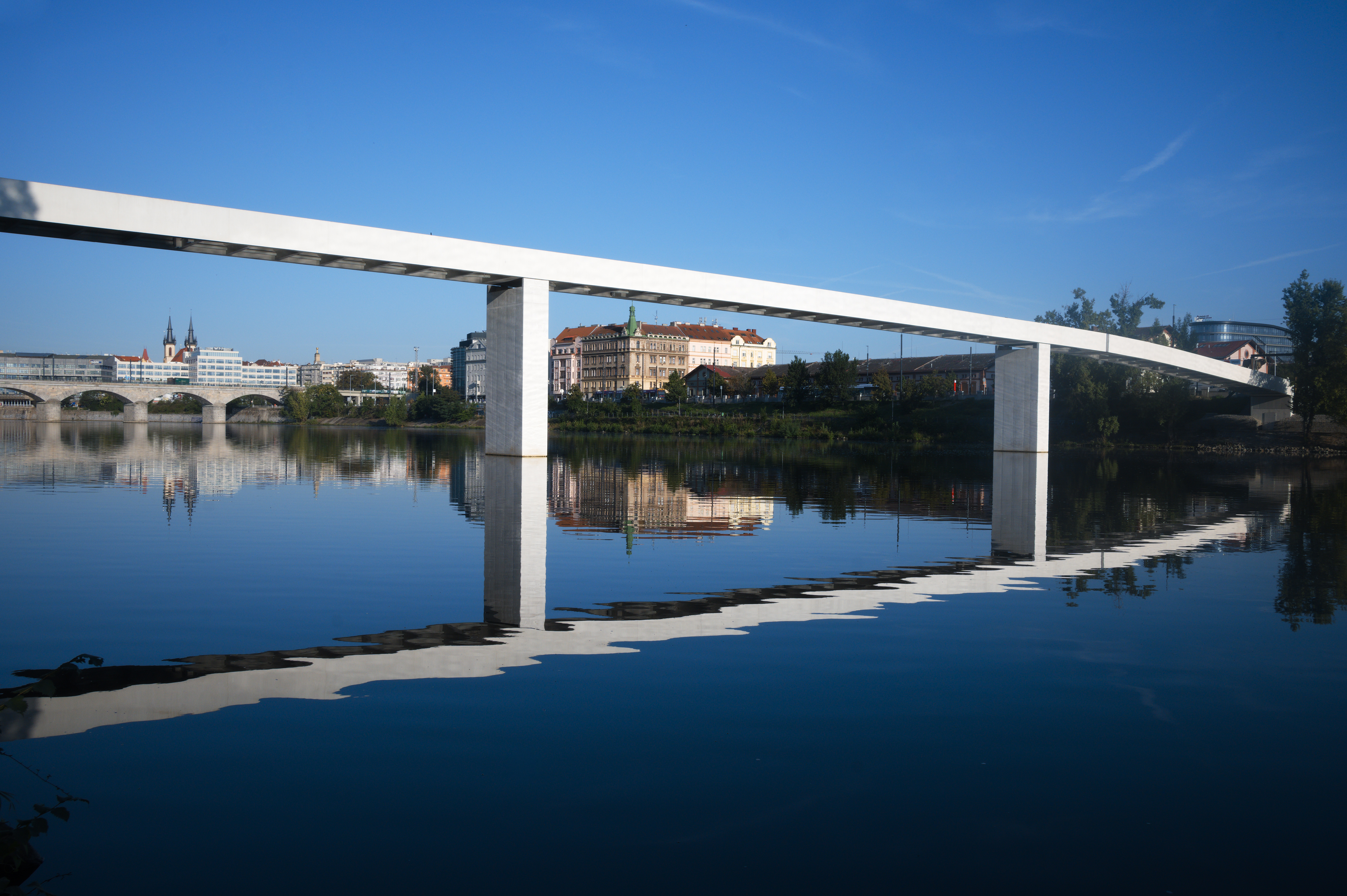
Štvanická lávka

Eröffnet am 27. Juli 2023. Die Fahrrad- und Fußgängerbrücke verbindet die Stadtteile Holešovice und Karlín sowie die Moldauinsel Štvanice. Sie wird auch mit dem Kofferwort HolKa bezeichnet.

### Libeňský most (Liebener Brücke)

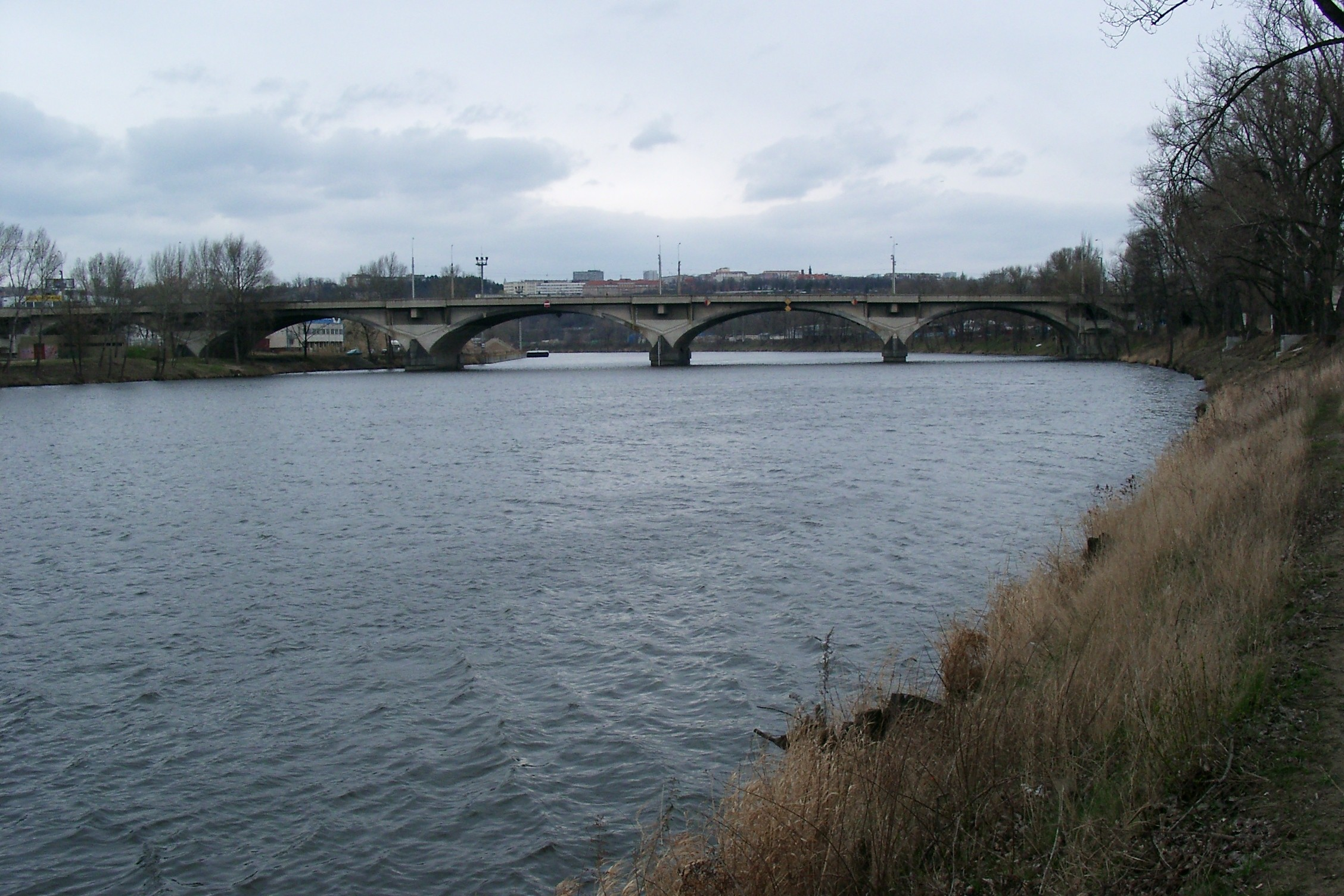
Libeňský most

Erbaut 1924–1928. Straßenbrücke zwischen den Stadtteilen Holešovice und Libeň, Länge 400 Meter (inklusive der Zufahrtsrampen auf beiden Seiten weitaus länger), Breite 21 Meter. Führte früher über die Insel Libeňský ostrov (Liebener Insel, jetzt teilweise zugeschüttet).

### Holešovický železniční most (auch: Železniční most pod Bulovkou; Holešovicer Eisenbahnbrücke)

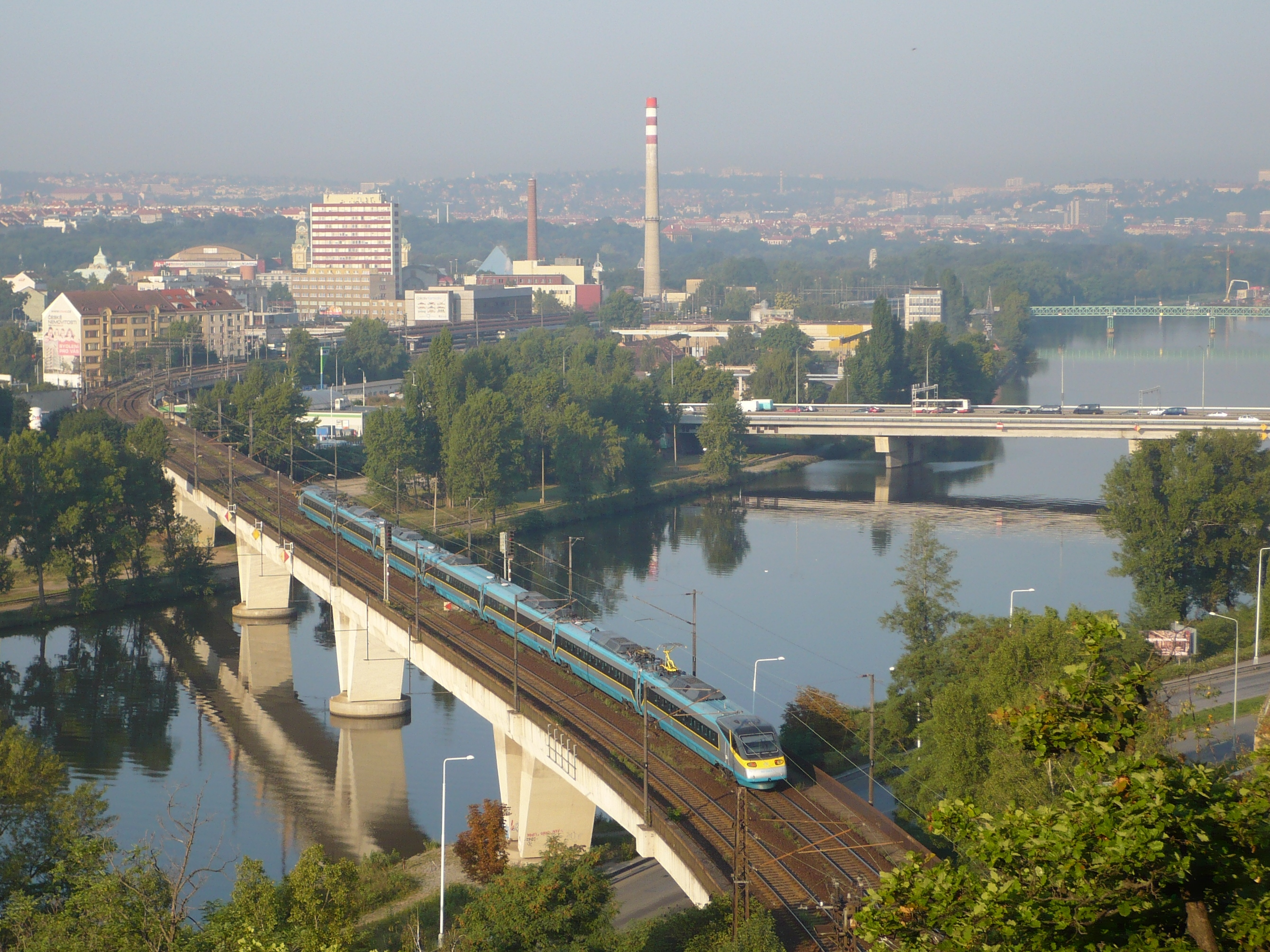
Holešovický železniční most und Most Barikádníků

Eisenbahnbrücke der innerstädtischen Eisenbahnverbindung aus den 1970er-Jahren zwischen den Stadtteilen Holešovice und Libeň (Holešovická přeložka).

### Most Barikádníků (Brücke der Barrikadenkämpfer)
Erbaut 1928, nach gründlichem Umbau 1980 wieder dem Verkehr übergeben, Länge etwa 200 Meter. Straßenbrücke zwischen den Stadtteilen Holešovice und der Stadtteilgrenze Troja/Libeň. Benannt zur Ehre der Kämpfer, die auf dieser Brücke im Mai 1945 während des Prager Aufstands heftigen Kämpfen ausgesetzt waren.
Vor 1945 hieß sie Trojský most nach dem rechtsseitigen Stadtteil Troja, den sie mit den zentraler gelegenen Stadtgebieten verbindet.

### Trojský most (Troja-Brücke)
Die Trojský most wurde 2010–2014 als Netzwerkbogenbrücke errichtet. Sie ist Bestandteil des in Bau befindlichen Prager Innenrings (Městský okruh) und stellt die Verbindung zwischen den Stadtteilen Holešovice und Troja her. Es handelt sich um eine kombinierte Straßen- und Straßenbahnbrücke mit vier Fahrstreifen für den Autoverkehr und zwei Gleisen für die Prager Straßenbahn. Die Brücke ist insgesamt 262,1 Meter lang und 36 Meter breit. Die Bogenspannweite beträgt 200,4 Meter.

## Ehemalige Brücken

### Juditin most (Judith-Brücke)

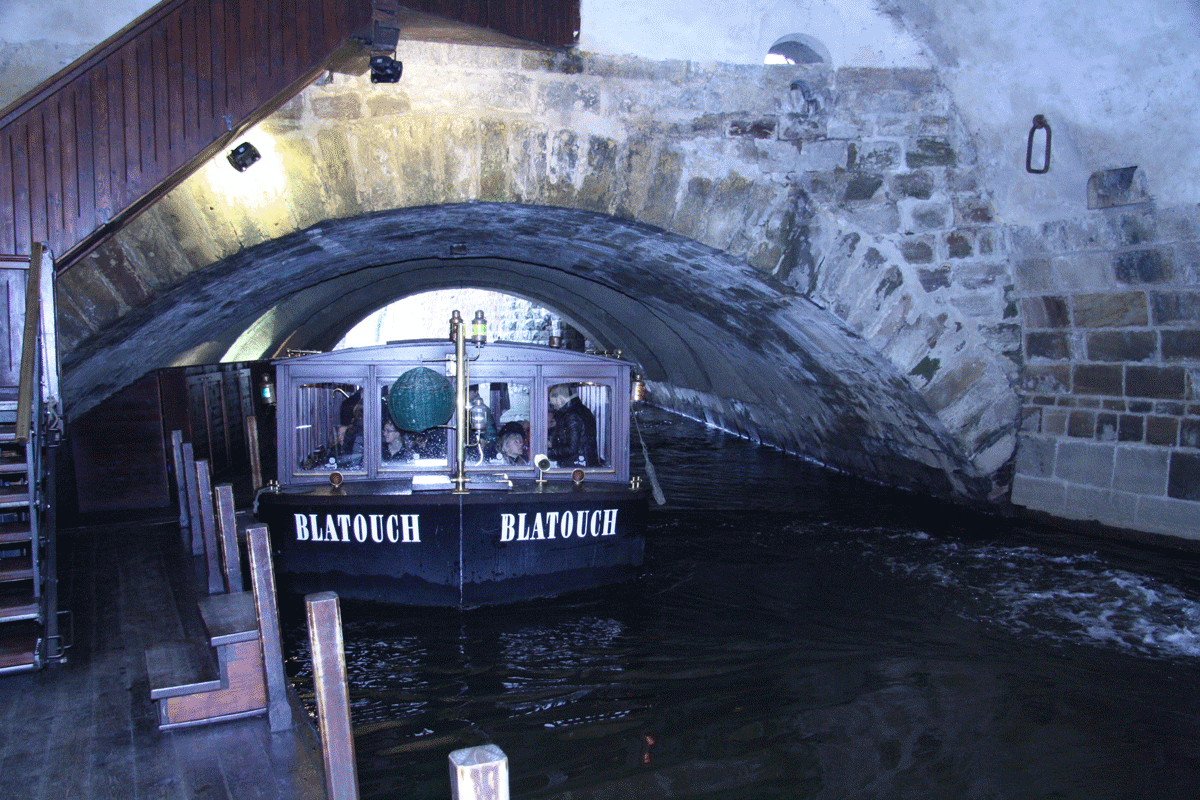
Segment der Judith-Brücke (unter der Karlsbrücke)

Bereits 1107 berichtet Cosmas von „Samstagsmärkten“ in Prag. Diese lebhafte Markttätigkeit führte auch zur Gründung des neuen Zentralmarktes – des heutigen Altstädter Ringes. Der hierdurch hervorgerufen stärkere Verkehr zwischen der Kleinseite und der Altstadt erforderte bald bessere Verkehrsverbindungen.
Nur wenig nördlich der heutigen Karlsbrücke hatte bereits im späten 9. beziehungsweise frühen 10. Jahrhundert eine hölzerne Brücke existiert, die 1157 durch Hochwasser zerstört wurde. Auf Geheiß seiner Gemahlin Judith von Thüringen ließ König Vladislav II. an ihrer Stelle eine neue Brücke in Stein ausführen. Der Bau – die zweitälteste Steinbogenbrücke in Mitteleuropa – wurde (je nach Quelle) zwischen 1158/1160 und 1172 fertiggestellt.
Sie wurde auf einer Länge von 514 Metern und einer Breite von 7 Metern von 21 Gewölben auf 20 sechseckigen Pfeilern getragen. Auf der Kleinseite schloss sie ein Turmpaar ab, von dem der kleinere (südliche) bis heute als einer der beiden Kleinseiter Brückentürme erhalten ist. Auf der Altstädter Seite wurde ein Durchfahrtsturm beim Kloster der Kreuzherren mit dem Roten Stern (siehe: Kreuzherrenkirche (Prag)), die gleichzeitig Mautprivileg und Unterhaltspflicht für die Brücke erhielten, erbaut.
Ein Bogen und Pfeiler der Judith-Brücke sind im Museum der Kreuzherrenkirche zu sehen. Damit ist sie eine der wenigen Brücken, von der Reste aus romanischer Zeit erhalten geblieben sind. Nach Zerstörung durch ein Hochwasser mit massiven Eisgang im Februar 1342, welches sie gleich an drei Stellen zerstörte, wurde sie auf Beschluss (1357) König Karls des VI. wenige Meter stromaufwärts durch die Karlsbrücke ersetzt.

### Prašný most (Pulverbrücke)
Erbaut 1530 über den Hirschgraben (Jelení příkop, der nördliche Burggraben), verband die Prager Burg mit dem Königlichen Garten. Zerstört im Dreißigjährigen Krieg, später ersetzt durch Aufschüttung.

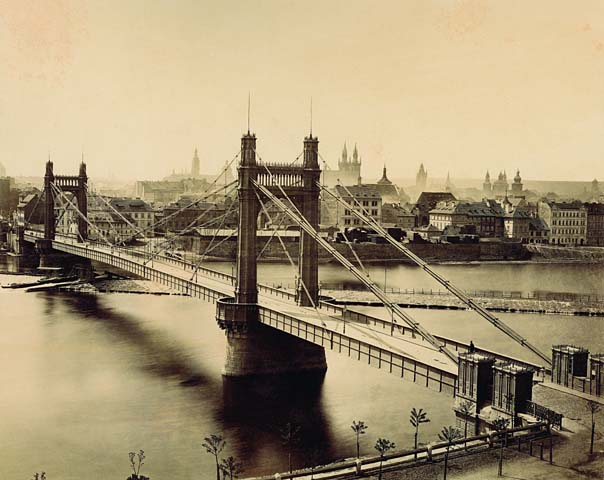
Franz-Joseph-Brücke

### Franz-Joseph-Brücke/Eliščin most (Elisenbrücke)/1. Štefánikův most
Kettenbrücke mit gusseisernen Pylonen und schrägen Ketten aus Stahlelementen nach dem System von Rowland Mason Ordish, erbaut 1865–1868, auch Eliščin most (Elisenbrücke, nach Franz-Josephs Frau Elisabeth „Sisi“) genannt, nach dem tragischen Tod (Flugzeugabsturz) von Milan Rastislav Štefánik, dem Gefährten von T. G. Masaryk im Kampf um die Unabhängigkeit der ČSR und späterem Verteidigungsminister 1919 in Štefánikův most umbenannt. 1940 nach dem Komponisten Leoš Janáček in Most Leoše Janáčka umbenannt. 1898 musste sie in ihrem Mittelfeld verstärkt und die ursprünglichen Ketten als Tragelemente durch Drahtseile ersetzt werden. Es war damals das größte Gusseisenbauwerk in Prag. 1941 für den allgemeinen Verkehr geschlossen, 1947 fertig demontiert. Seit 1951 durch die Šverma-Brücke (Švermův most/Most Jana Švermy), heute wieder Štefánikův most genannt, ersetzt.

### Most elektrické dráhy (auch: Trojský tramvajový most; Straßenbahnbrücke)
Ursprünglich 1977 erbaut, 1981/82 erneuert, etwa 200 Meter lang. Straßenbahnbrücke zwischen den Stadtteilen Holešovice und Troja, als provisorischer Ersatz für die wegen der Bauarbeiten am Most Barikádníků weggefallene Verbindung gedacht, musste daher immer wieder mit Problemen der statischen Stabilität kämpfen.
Die aus vorgefertigten Elementen gebaute Fachwerkbrücke wurde 2013 abgebrochen. Die im Oktober 2014 eröffnete Trojský most mit zwei Straßenbahngleisen und vier Straßenfahrspuren ersetzt die Most elektrické dráhy.

### Trojská lávka (Alte Troja-Brücke)
Die 256 Meter lange Trojská lávka (Trojaer Fußgängerbrücke) verband Troja mit der Kaiserinsel. Sie wurde als Ersatz für eine Pontonbrücke erbaut, die 1981 durch ein Hochwasser zerstört worden war, und am 7. Juli 1984 eröffnet. Es handelte sich um eine damals ungewöhnliche Spannbandbrücke mit Polymerbetonbelag. Am 2. Dezember 2017 stürzte das Bauwerk ein, wahrscheinlich infolge von Korrosion der Spannseile. Eine neue Brücke an gleicher Stelle wurde am 23. Oktober 2020 eröffnet.

## Talbrücke: Nuselský most

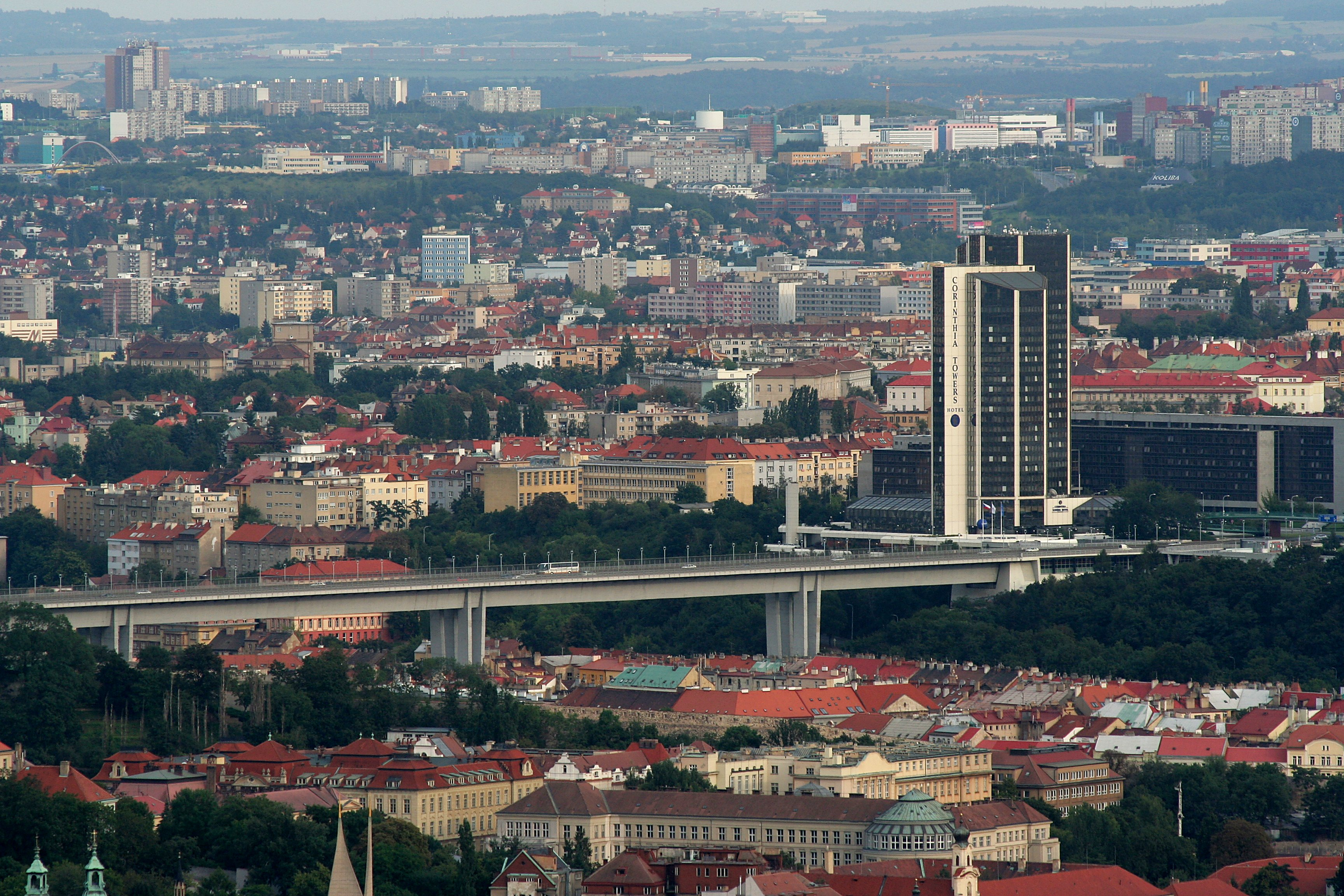
Nuselský most

Erbaut 1965–1973, 485 Meter lang, 40 Meter hoch. Straßen- (Stadttransversale) und U-Bahnbrücke über das Nusle-Tal (Nuselské údolí, im Volksmund auch Jamrtál genannt) mit dem Bach Botič, zwischen den Stadtteilen Nové Město und Nusle, Gebiet Pankrác. Dabei ist die Fahrbahn dem Straßenverkehr vorbehalten. Die Metro fährt im Innern des die Fahrbahn tragenden Brückentubusses. Die Brücke wurde 1973 zum 25. Jubiläum des Februarumsturzes 1948 unter Anwesenheit von Gustáv Husák eingeweiht. Bis 1990 hieß sie Klement-Gottwald-Brücke.
Die Brücke war bereits im Bau, als man sich entschloss, anstatt der Straßenbahn bzw. einer U-Bahn tschechischer Konstruktion Metrozüge russischer Konstruktion mit einem um 50 % höheren Achsdruck einzusetzen. Es war also notwendig, den Tubus zu verstärken: Es wurde ein 822 Tonnen wiegender Stahlrost eingebaut, der die Kräfte des Gleiskörpers auffängt und an die Seitenwände abgibt.

## Brücken im Randbereich von Prag
Nach der letzten Gebietsreform 1974 gehören zur Stadt Prag noch folgende Brücken, die zur Zeit ihrer Entstehung außerhalb lagen:

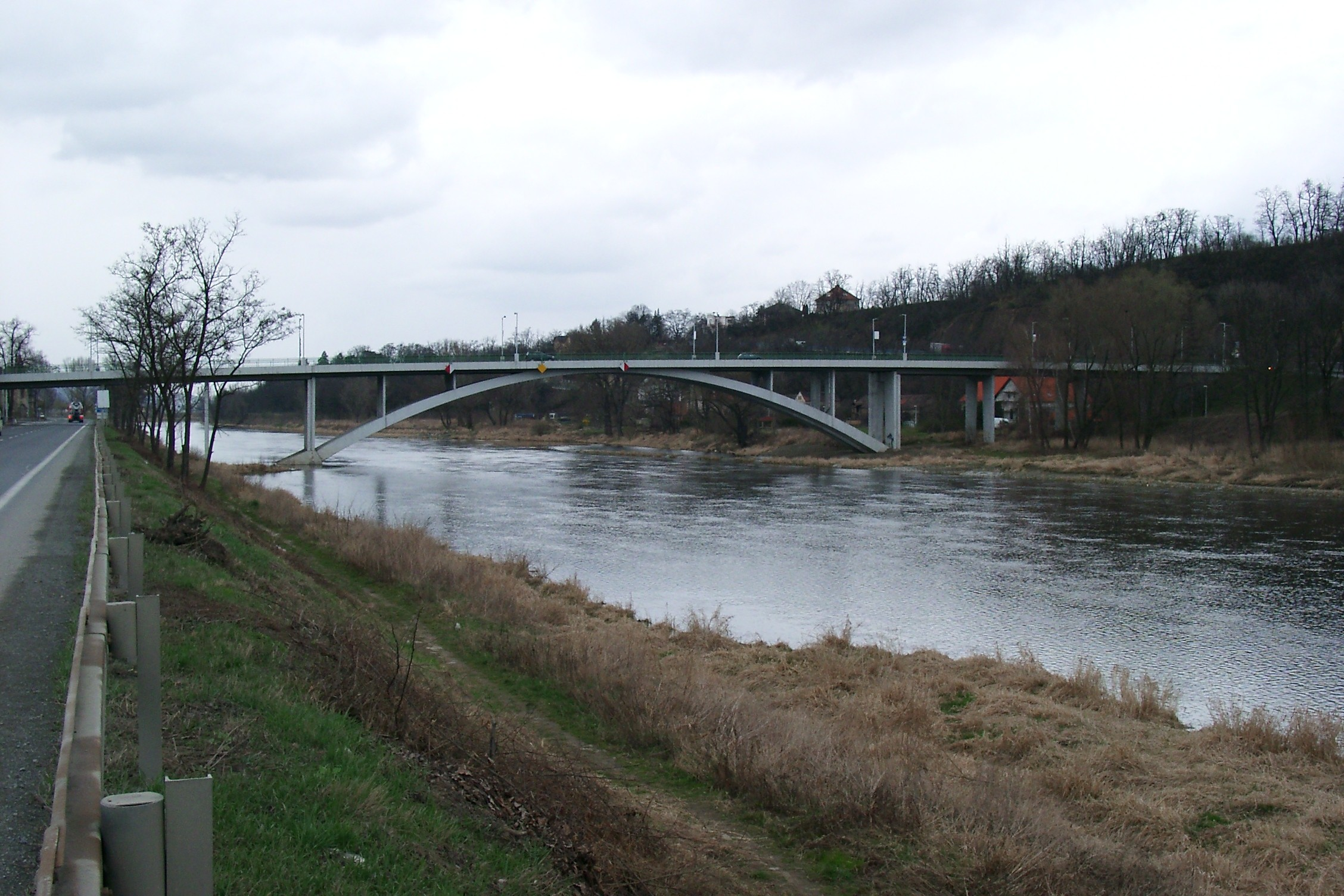
Most Závodu míru

### Most Závodu míru (Friedensfahrtbrücke)
1964 an Stelle einer Eisenbrücke aus dem Jahr 1896 aus Stahlbeton erbaute Straßenbrücke über die Moldau zwischen den ehemaligen Gemeinden Zbraslav und Závist, etwa 8 Kilometer südlich der Barrandov-Brücke. Nach der Eingemeindung dieser beiden Ortschaften ist sie heute (flussabwärts gesehen) die erste Moldaubrücke auf Prager Stadtgebiet. Länge 204 Meter, Bogenspannweite 86 Meter, Fahrbahn etwa 12 Meter über der Flussoberfläche. Zu ihrer Eröffnung führte eine Etappe des legendären Fahrradrennens Friedensfahrt darüber.

### Lahovický most (Lahovice-Brücke)
Autobahnbrücke über den linken Moldau-Zufluss Berounka zwischen den ehemaligen Gemeinden Velká Chuchle und Lahovice etwa sechs Kilometer südlich der Barrandov-Brücke.

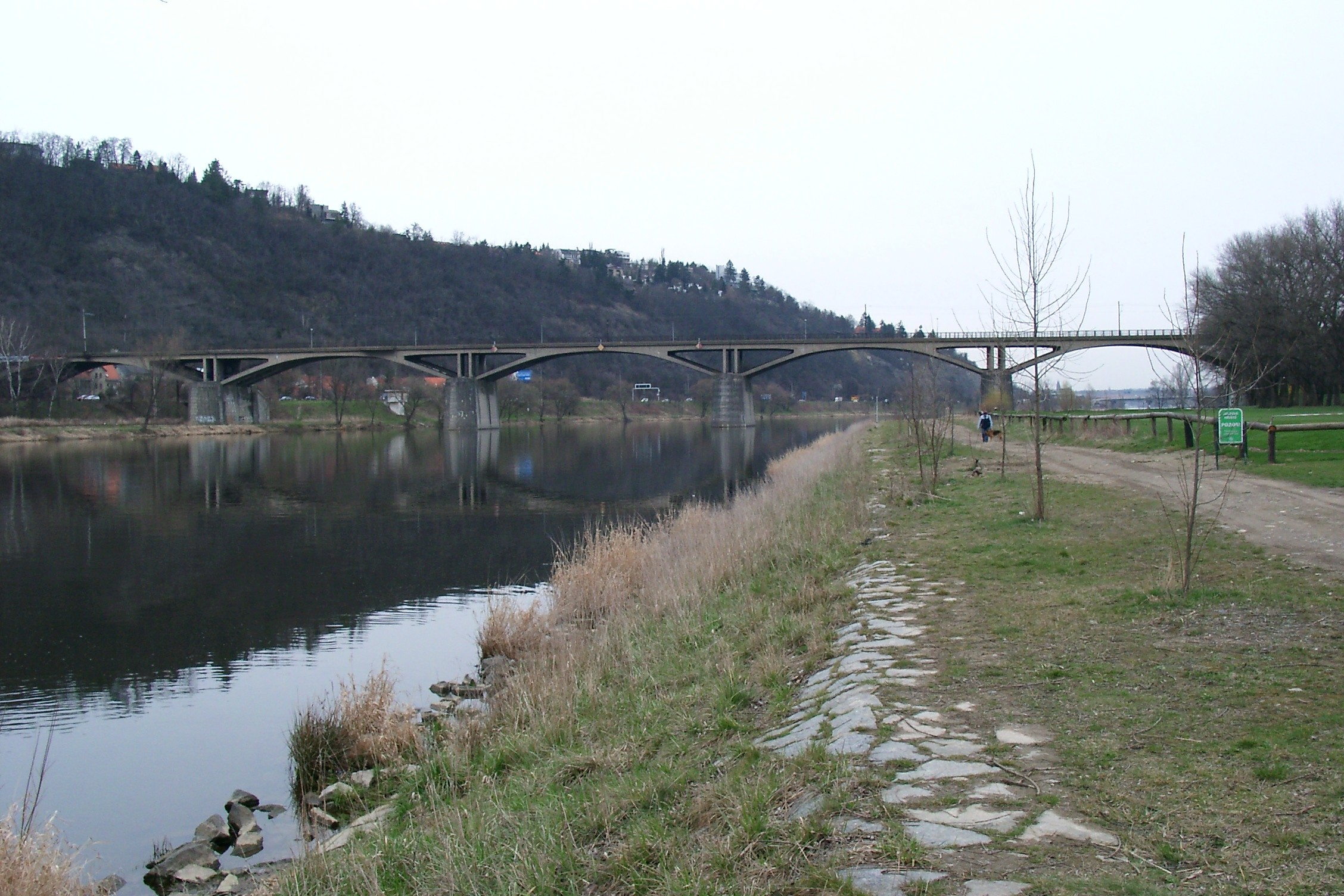
Branický most

### Branický most (Most inteligence/Brücke der Intelligenz)
Aus strategischen Gründen 1955 gebaute, wenig genutzte Eisenbahnbrücke über die Moldau zwischen der ehemaligen Gemeinde Malá Chuchle und dem Stadtteil Braník, etwa 2 Kilometer südlich der Barrandov-Brücke, mit anschließendem, 400 Meter langem Tunnel. Länge mit Landanteil etwa 800 Meter.
Beim Bau dieser Brücke wurden zu einem erheblichen Teil Geistesschaffende eingesetzt, die im Rahmen der „Proletarisierung“ der Gesellschaft durch das kommunistische Regime zwangsweise zur körperlich-industriellen Arbeit abkommandiert wurden. Weiter soll es beim Erstellen des Bauwerks gravierende Fehler gegenüber seinem Projekt gegeben haben. Zum Andenken an das Unrecht gegenüber der tschechoslowakischen Intelligenz, das durch solche Einsätze zum Ausdruck gebracht wurde, wie auch aus Ironie bezüglich der Sinnlosigkeit dieses Vorhabens in mehrerlei Hinsicht wird diese Brücke im Volksmund auch Most inteligence (Brücke der Intelligenz) genannt.